# 鄧容
邓容（越南语：／，？—1414年），越南后陈朝将领。
邓容是乂安镇天禄县（今河静省干禄县）人。他是邓悉的儿子。胡朝年间，随父邓悉镇守清化。1407年，明朝灭胡朝、吞并安南之后，与父邓悉一起降明，被任命为土官。但同年得知陈朝宗室陳頠（即简定帝）起兵建立后陈朝反抗明朝的消息之后，便杀死明朝官员响应，与父率兵至乂安会合，使简定帝的势力得以壮大。在逋姑之战中，邓容协助简定帝和邓悉大破明军，斩杀明将吕毅。
1409年，父亲邓悉与另一位重要将领阮景真遭简定帝杀害。邓容愤愤不平，与阮景真之子阮景异率部离去，在支罗县另立入内侍中陈季扩为帝，是为重光帝，与简定帝对抗。邓容获封同平章事。同年八月，张辅率明军前来镇压，重光帝与明军拒战于平滩，派邓容镇守鹹子關。当时食物紧缺，邓容派兵收割早稻充饥。张辅得知后，派水军攻打鹹子關，邓容之兵不战自溃。重光帝得知鹹子關失守，被迫退回乂安。
1412年（永乐十年），张辅、沐晟率军攻打乂安，与后陈朝军队在謨渡相遇。鄧容和张辅都殊死搏斗，不分胜负；但另两位后陈朝将领阮帥和阮景異却坐船逃入海中。邓容孤军无援，不得已也以轻舟遁入海中。翌年九月，张辅率明军再度南下讨伐，与后陈朝军队战于蔡茄港。邓容埋伏战象趁夜突袭明营，登上张辅的船，欲生擒之，但因无法看清人脸而使张辅逃脱。阮帅等后陈朝将领不协助邓容。张辅见邓容兵少，整顿军队再度与其交战，大破邓容，邓容逃窜山谷之中，自此后陈朝溃败，重光帝逃往老挝。1414年，邓容与阮景异皆为张辅所擒，旋即被杀。